# Construção (альбом)
Construção — студийный альбом бразильского автора-исполнителя Шику Буарки, выпущенный в 1971 году на лейбле Philips Records. Альбом был сочинён в период между изгнанием Буарки из Бразилии, пребыванием в Италии, и его последующим возвращением. Лирически, альбом сосредоточен на критике военной диктатуры, в частности цензуры, введённой правительством, условиях жизни в стране, а также на личных переживаниях.

## Отзывы и признание
| Оценки критиков                   | Оценки критиков |
| Источник                          | Оценка          |
| --------------------------------- | --------------- |
| AllMusic                          | [ 1 ]           |
| The Encyclopedia of Popular Music | [ 2 ]           |

Альбом имел большой коммерческий успех. В первые недели продаж альбом расходился тиражом в 10 000 копий, что привело к проблемам для Philips, поскольку их производственные мощности не могли удовлетворить такой спрос. К концу года продажи альбома перевалили за 100 000 копий.
Рецензент AllMusic Алвару Недер в ретроспективном обзоре написал: «Этот альбом Шику Буарки — классический, где почти все песни стали хитами. Буарки был показан в акустической постановке, почти полностью чуждой движению тропикалия. Он углубился в бразильскую традицию самбы и романтических или печальных песен, придумав „Deus Lhe Pague“ и „Construção“, в текстах которых содержится сильная подсознательная критика военной диктатуры; „Cotidiano“, экзистенциально тематический, вращающийся вокруг рутины отношений мужчины и женщины; „Olha Maria“ — грустное прощание при расставании; „Samba de Orly“ — отсылка к французскому аэропорту и городу, которые стали образцами для бразильцев в изгнании; „Valsinha“ — прекрасная история любви; и другие бессмертные песни, в которых гений композитор чутко и благоговейно встречает сердце бразильского чувства». Том Мун включил данный альбом в дополнение к справочнику «1000 произведений, с которыми стоит ознакомиться, прежде чем вы умрёте».
В 2007 году журнал Rolling Stone Brasil поставил его на 3-е место в списке ста величайших музыкальных записей Бразилии. Журнал также признал его заглавный трек величайшей бразильской песней, заявив, что она «по-прежнему является отсылкой к пониманию сложного периода бразильского общества».

## Список композиций
1. «Deus Lhe Pague» (Шику Буарки) — 3:20
2. «Cotidiano» (Шику Буарки) — 2:50
3. «Desalento» (Шику Буарки, Винисиус ди Морайс) — 2:50
4. «Construção» (Шику Буарки) — 6:30
5. «Cordão» (Шику Буарки) — 2:35
6. «Olha Maria» (Шику Буарки, Винисиус ди Морайс, Антониу Карлос Жобин) — 3:57
7. «Samba De Orly» (Шику Буарки, Токинью, Винисиус ди Морайс) — 2:40
8. «Valsinha» (Шику Буарки, Винисиус ди Морайс) — 2:00
9. «Minha História» (Лучо Далла, Паола Паллотино, Шику Буарки) — 3:05
10. «Acalanto» (Шику Буарки) — 1:40